# Ewedo
Ewedo, initialement connu sous le nom de Prince Efabo, est le quatrième Oba du Royaume du Bénin qui règne de 1255 à 1280. Il est le fils unique et successeur d'Ehenmihen. On lui attribue le déplacement du siège de son gouvernement d'Oussama vers le site actuel du palais, l'introduction de divers dieux et lois et le changement du nom du pays d'Ile ou Ile-Ibinu en Ubini (Bénin). Il réforme également le système politique et administratif du royaume, établit une bureaucratie de palais et élargit le territoire et l'influence du Bénin.

## Contexte auXIIIesiècle
Le royaume du Bénin est l'un des États les plus anciens et les plus influents d'Afrique de l'Ouest. Selon la tradition orale, il est fondé par les Ogiso (qui signifie « rois du ciel » ou « dirigeants du ciel ») qui règnent depuis une ville mythique appelée Igodomigodo. La dynastie Ogiso s'étendrait sur 31 générations jusqu'à ce que le dernier Ogiso, Owodo, soit déposé par un groupe d'anciens dirigé par le chef Odion. Les anciens envoient alors un émissaire à Ife, une puissante cité-état yoruba, pour demander un roi qui serait apparenté aux Ogiso.
Le roi qu'ils reçurent est Oranmiyan, fils d'Oduduwa, l'ancêtre légendaire du peuple Yoruba. Oranmiyan a du mal à régner sur la population d'Igodomigodo. Il abandonne finalement son trône et retourne à Ife, laissant derrière lui son fils Eweka. Eweka devient le premier Oba (qui signifie « roi » ou « souverain ») du Bénin. Il consolide son pouvoir en battant les fidèles Ogiso restants et en élargissant son domaine. Il lance une série de réformes culturelles et religieuses mêlant des éléments des traditions Ife et Ogiso.

## Biographie

### Jeunesse et accession
Ewedo nait d'une femme qui serait l'épouse d'un chef du royaume du Bénin. Elle est cependant fécondée par Ehenmihen, le fils d'Oba Eweka I. Pour éviter tout conflit, elle est vendue comme esclave à un homme Ilaje d'Ugho-Mahin, qui la libère lorsqu'il découvre qu'elle est enceinte. Elle donne naissance à un fils et l'appelle Efabo. Efabo grandit parmi les Ilaje, où il entre en contact avec les Eneha, chanteurs d'un groupe de danse appelé Ewini.
Efabo, étant l'unique héritier d'Oba Ehenmihen, est alors confié aux soins d'un prêtre d'Ugbo du vivant de son père. Après le décès de son père, le prince Efabo rentre chez lui et monte sur le trône en tant qu'Oba à Usama, assumant le titre royal d'Ewedo. Avant son couronnement, il est de plus en plus préoccupé par l'influence et l'autorité exercées par les Uzama Nihinron (les faiseurs de rois), qui rivalisent avec celles de l'Oba. En réponse, il entreprend de déplacer le siège de son gouvernement d'Usama, situé au milieu de l'Uzama Nihinron, vers le site actuel du palais. En collaboration avec Ogiamwen, un chef redoutable propriétaire des terres désignées pour le palais, Ewedo organise discrètement les préparatifs nécessaires à son déménagement sans notification préalable à l'Uzama Nihinron jusqu'au jour de son couronnement.

### Bataille d'Ekiokpagha
Quittant Oussama peu après son couronnement, Ewedo emploie un stratagème. Il rencontre des obstacles semblables à ceux rencontrés par son arrière-grand-père, le prince Oranmiyan, du passeur de la rivière Ovia. Isekherhe, le propriétaire foncier entre Oussama et le site du palais, refuse initialement le passage. Pour surmonter cet obstacle, un pont est construit et Isekherhe accepte un passage moyennant le paiement d'une taxe. Après avoir passé le pont, le chef et propriétaire d'Ogiamwen tente de bloquer l'entrée de l'Oba dans la ville en l'exhortant à retourner à Ife, la terre natale de son père. Cette offense pousse les troupes royales à intervenir, permettant à l'Oba d'établir sa résidence sur le site actuel du palais.
Une période de sept jours est fixée pour une confrontation équitable. Au cours de cette rencontre, le chef des troupes d'Ogiamwen disparait et Ogiamwen finit par se rendre afin de se réconcilier avec l'Oba. Le traité d'Ekiokpagha aboutit à la nomination d'Ogiamwen comme chef, conservant son surnom d'Ogiamwen comme titre. Depuis lors, chaque Oba, le jour de son couronnement, doit traverser un pont dans le quartier d'Isekherhe et, le septième jour, s'engager dans un combat cérémonial avec les Ogiamwen pour commémorer la victoire de ce jour.
Ewedo obtient le tabouret royal des Ogiso d'Ogiamwen pour son usage personnel et ordonne la construction du nouveau palais sur un ancien cimetière.

### Règne

#### Réformes et innovations
Ewedo réaffirme son autorité suprême et met en oeuvre plusieurs changements cérémoniaux, obligeant tous les chefs à se lever en sa présence contrairement à la pratique antérieure où l'Uzama (faiseurs de rois) restaient assis. De plus, il leur interdit de manier des épées d'État (ada) ou de conférer des titres. Malgré cette réduction de leur statut, les Uzama conservent une influence considérable au Bénin et les récits historiques suggèrent que lors d'un règne ultérieur, ils mènent une rébellion contre les Oba. Ewedo est également crédité de l'introduction de diverses divinités, de réformes juridiques et de la mise en place d'un système hiérarchique de fonctions dédiées au palais. Cela jette les bases d'une structure complexe de fonctionnaires du palais, au nombre de centaines, consacrés au service de l'Oba. Ces fonctionnaires aspirent à gravir les échelons aboutissant à des titres spécifiques décernés par l'Oba à sa discrétion.
Les serviteurs de l'Oba appartiennent à l'une des trois associations du palais, chacune se voyant attribuer des responsabilités distinctes au sein de la maison. L'association senior, Iwebo, gère initialement la garde-robe et les insignes de l'Oba. Au fil du temps, il évolue pour superviser les questions financières et commerciales, dirigé par les Uwangue, titre attribué à l'Oba. La deuxième association, Iweguae, comprend les serviteurs personnels et les domestiques de l'Oba, dirigés par les Esere. La troisième association, Ibiwe, est chargée de servir les épouses et les enfants des Oba, avec son chef principal, Osodin. La division stricte des fonctions et le confinement de chaque association dans ses quartiers désignés au sein du palais favorisent la rivalité et l'émulation - un élément crucial dans la structure politique du Bénin, permettant à un Oba astucieux d'équilibrer les factions et de maintenir son indépendance en tant qu'arbitre ultime parmi les sujets puissants. À l’inverse, un monarque faible risque d’être pris au piège par sa propre maison ambitieuse.
Il introduit divers titres tels que Uwangue, le gardien de la garde-robe de l'Oba ; Esekhurhe, le chroniqueur de la disparition des Obas ; et Osodin et Uso, les gardiens du harem d'Oba. Le pouvoir de conférer des titres fut ensuite confié à l'Iyase du Bénin, qui le fit au nom de l'Oba.
Un autre aspect notable de la transformation gouvernementale d'Ewedo est sa décision de renommer son État Ubini. La signification exacte de ce nom reste floue dans les récits traditionnels et, curieusement, il semble avoir des origines non Edo. On suppose que le nom pourrait refléter Ewedo et ses partisans, représentant l'élément extraterrestre introduit par la nouvelle dynastie. Sa victoire dans cette lutte marque l'ascendant de cet élément sur les Edo, après une période de cohabitation difficile et de compromis.

#### Expansion et conquête
Ewedo prépare l'expansion du Bénin par la conquête militaire, une rupture avec la lente colonisation précédente qui permettait une croissance territoriale minimale. Cette évolution vers une approche plus militariste au Bénin pourrait être attribuée à l’introduction d’armes et de techniques de guerre avancées. L'arrivée des chevaux et certains types d'arcs et d'épées sont souvent liés à cette dynastie. La mise en œuvre de nouvelles méthodes organisationnelles conduisent à une fonction étatique plus spécialisée et à un contrôle autocratique. Cela contribue à la capacité du Bénin à mobiliser efficacement ses ressources pour la guerre.

### Mort et succession
Ewedo meurt en 1280 après avoir régné pendant environ 25 ans. Il a deux fils : Obuobu et Oguola. Son deuxième fils lui succède, car le premier fils, le prince Obuobu, se lance dans une campagne militaire en pays Igbo, où il passe plusieurs années engagé dans la guerre. En son absence, et à la suite de la mort et des rites funéraires ultérieurs d'Ewedo, le prince Oguola, le deuxième fils d'Ewedo, monte sur le trône et devient le cinquième Oba du Bénin. Au retour du prince Obuobu à Benin City trois ans plus tard, il est nommé Ogie d'Avbiama, devenant ainsi le premier à détenir ce titre.

## Postérité
Ewedo reste dans les mémoires comme l’un des Obas les plus sages et efficaces du Bénin. Ses lois sont perçues positivement, tout comme la création d'une prison dont l'activité est relatée jusqu'en 1897.  
Ewedo a préservé le lien avec sa maison ancestrale grâce à des rituels pratiqués lors du couronnement et de la mort de chaque Oba. Au cours de ces événements, il reçoit des symboles de pouvoir en laiton de la part du chef spirituel de leur dynastie, connu au Bénin sous le nom d'Oghene ou Grand Seigneur. Oba Oguola, successeur d'Ewedo, se serait procuré les services d'un dinandier des Oghene, qui introduit l'art de la fonte à la cire perdue du laiton au Bénin, établissant ainsi un métier étroitement lié aux pouvoirs temporels et spirituels de la dynastie. À la mort d'un Oba, son corps, ou des parties de celui-ci, sont emmenés à l'Oghene pour un enterrement cérémoniel. Cette pratique permet à la dynastie de maintenir son lien avec la source de son autorité mystique, ce qui a peut-être joué un rôle dans son acceptation initiale par les Edo.

## Lectures complémentaires
- Bradbury, « Chronological Problems in the Study of Benin History », Journal of the Historical Society of Nigeria, Historical Society of Nigeria, vol. 1, no 4,‎ 1959, p. 263–287 (ISSN 0018-2540, JSTOR 41970638, lire en ligne, consulté le 3 octobre 2023)